# Світле (Жамбильський район)
Сві́тле (каз. Светлое) — село у складі Жамбильського району Північноказахстанської області Казахстану. Входить до складу Казанського сільського округу, раніше було у складі ліквідованої Матросовської сільської ради.
Населення — 57 осіб (2021; 105 у 2009, 202 у 1999, 315 у 1989).
Національний склад станом на 1989 рік:
- росіяни — 70 %.